# Малгожата-Кароліна Пєкарська
Малгожата-Кароліна Пекарська (нар. 1967, Варшава) — польська письменниця, журналістка телебачення і преси i історикиня мистецтва.

## Біографія
Як письменниця дебютувала в 1986 році в щомісячному суспільно-літературному журналі «Okolice» чотирма оповіданнями. З 1996 року робить репортажі для TVP. Репортерка програми «Телевізійний кур'єр Варшавський» на каналі TVP Warszawa. У 2006–2009 роках — редакторка програми «Кур'єр Мазовецький». Авторка телепрограм «Дзвін», «Грамофон», «Wiarus», «Варшавський детектив по слідах таємниць міста».
У 1994–2006 роках співпрацювала з двотижневиком «Cogito». Опубліковані нею у 1998–2005 роках колонки в журналі «Wzrockowisko» згодом були видані книгою. До 2006 року працювала з двотижневиком «Victor gimnazjalista», на сторінках якого друкувалися уривки з її романів «Клас пані Чайки», Tropiciele i Dzika. У 2008 році вона повернулася до «Cogito» фейлетонами «Мистецтво написання», а у «Victor gimnazjalista» «Музичними подорожами» — короткими фейлетонами про зірок популярної музики. У 2008–2011 вела рубрику «Zapytaj Gośkę» у «13-tka».
Авторка книг для дітей і молоді, дія яких відбувається у частині Варшави Saska Kępa, де вона живе і звідки походить її родина. Опублікувала документальну книжку «Дев'ятнадцятилітній моряк» — колекцію листів з морського училища в місті Тчев, написаних її двоюрідним дідом Збігнєвом Пєкарським.
Членкиня
```
польського відділення 
IBBY
[
2
]
 і Товариства польських письменників
[
3
]
. З 2011 року входить до правління Варшавської філії Товариства, у 2014 році обрана його президентом на 2014–2017 роки
[
4
]
.
```

2012 року відвідала львівський Форум видавців. Романи «Клас пані Чайки» та «Лотерея» видано українською мовою в перекладі Божени Антоняк.
Дочка журналіста Мацея Пєкарського. Дружина актора Захарія Мушинського. Від першого шлюбу має сина Матіаса.
У 2018 підтримала звернення Європейської кіноакадемії на захист ув'язненого у Росії українського режисера Олега Сенцова

## Творчість

### Літературна
- «Wzrockowisko» 2002 In-rock ISBN 83-86365-49-8 — збірка фейлетонів.
- «Клас пані Чайки [Архівовано 17 червня 2020 у Wayback Machine.]» / «Klasa pani Czajki» 2004 Aga-Press ISBN 83-85534-34-2; 2008 Nowy Świat ISBN 978-83-7386-284-5 2012 Школа 978-96-6429-13-44
- «Dziewiętnastoletni marynarz» 2005 Finna ISBN 83-89929-45-7 — документальна збірка листів.
- «Tropiciele» 2006 Nowy Świat ISBN 83-7386-188-2; 2009 Nowy Świat ISBN 978-83-7386-341-5; audiobook 2011 Audioclub, Bellona ISBN 978-83-60339-59-6
- «Dzika» 2007 Nowy Świat ISBN 978-83-7386-253-1
- «Лотерея [Архівовано 18 червня 2020 у Wayback Machine.]» / «LO-teria» 2010 Nowy Świat ISBN 978-83-7386-395-8, Школа ISBN 978-966-429-260-0
- «Kurs dziennikarstwa dla samouków» 2014 Biblioteka Analiz ISBN 978-83-63879-03-7
- «Право на дорослість [Архівовано 17 червня 2020 у Wayback Machine.]» Школа ISBN 978-966-429-611-0

### Позалітературна
- «Kto ty jesteś?» (2010) — документальний фільм про польську родину з трьох поколінь, що мешкає у Львові.
- «Listy do Skęcipitki» (2013) — сценарій монодрами Захарія Мушинського.

## Нагороди і відзнаки
- 2012 — номінація на премію ALMA 2013 (Премія імені Астрід Ліндгрен)
- 2013 — премія фестивалю еміграційних фільмів EMIGRA за фільм «Kto ty jesteś?»
- 2014 — стипендія MKiDN
- 2014 — номінація на премію ALMA 2015